# Neoharriotta pumila
Neoharriotta pumila (лат.) — вид хрящевых рыб. Название рода происходит от neos, по-гречески «новый», то есть новый род, и фамилии Томаса Хэрриота (1560—1621) — английского астронома, математика, этнографа и переводчика (в русскоязычных источниках может упоминаться как Харриот или Гарриот). Видовое название от латинского pumila от латинского «карлик», что указывает на небольшой размер животного в зрелом возрасте, делающий его явным карликом среди химер.
Максимальная длина тела 72,8 см. Обитает в Западной части Индийского океана: континентальный склон у берегов Сомали и острова Сокотра. Глубоководные батидемерсальные рыбы. Встречается на глубине до 380 метров. Яйцекладущее животное. Яйца заключены в роговые оболочки. Безвредны для человека, считаются видом вне опасности, не являются объектом промысла.